# Roztoczański Park Narodowy

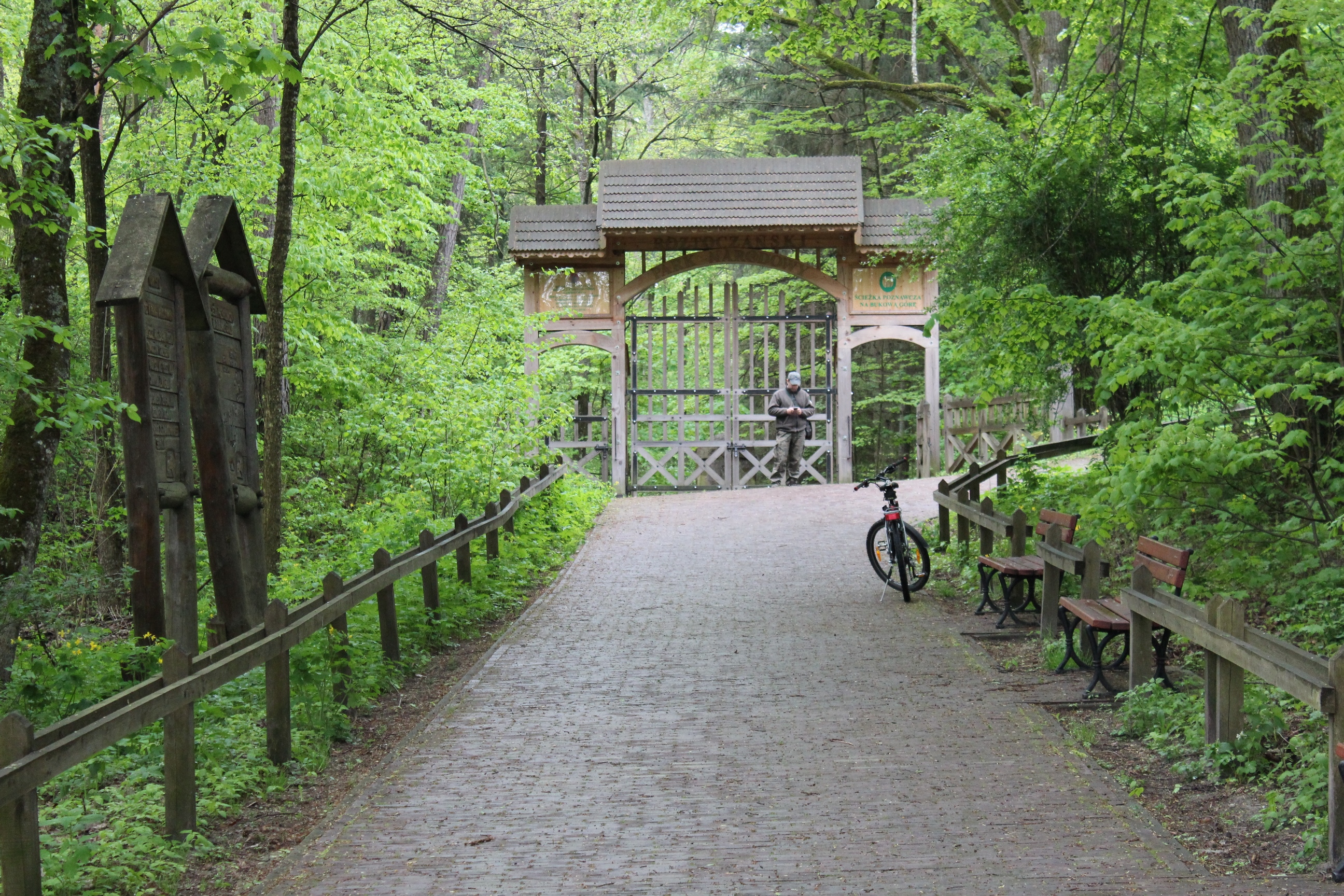
Brama do parku

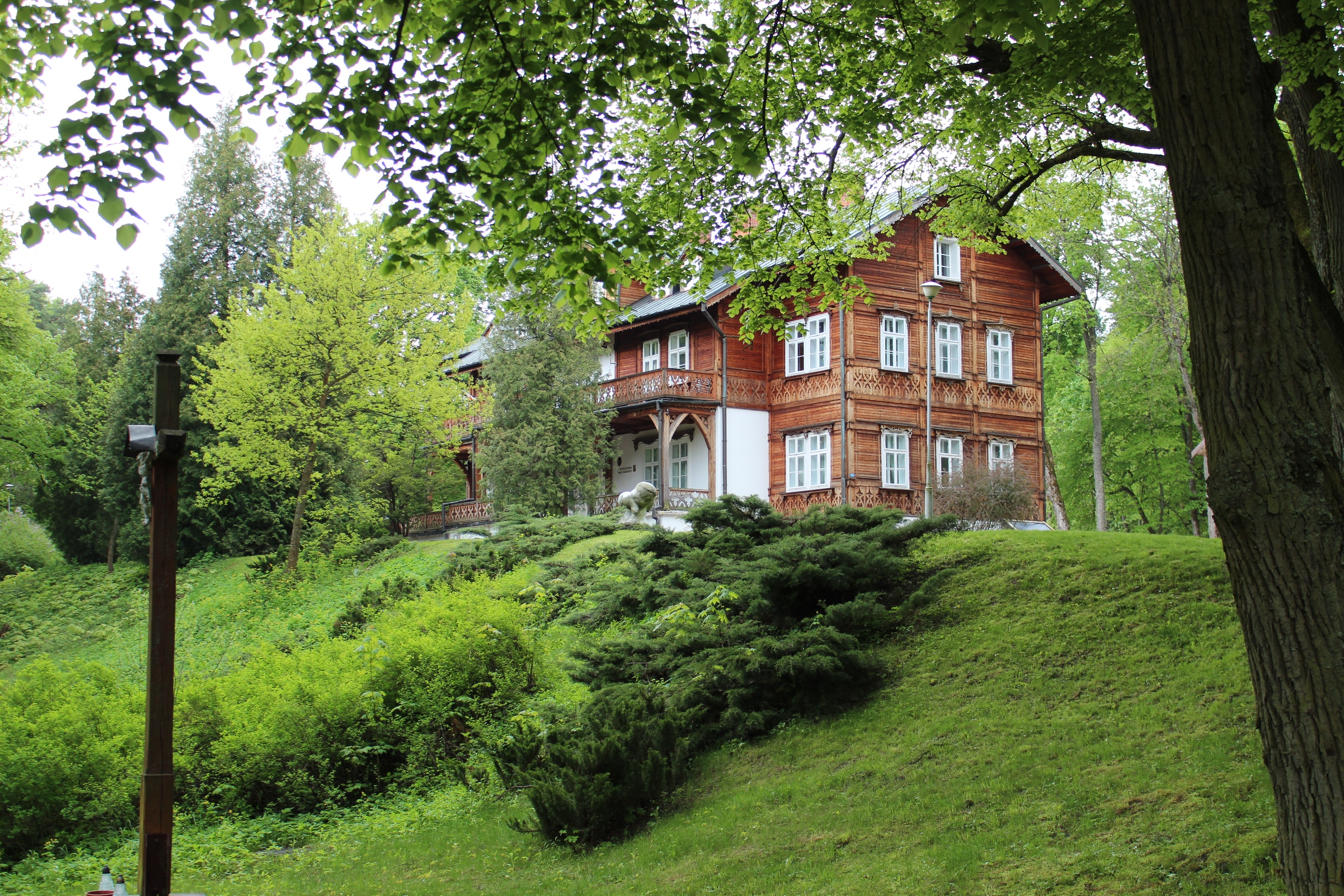
Budynek dyrekcji parku

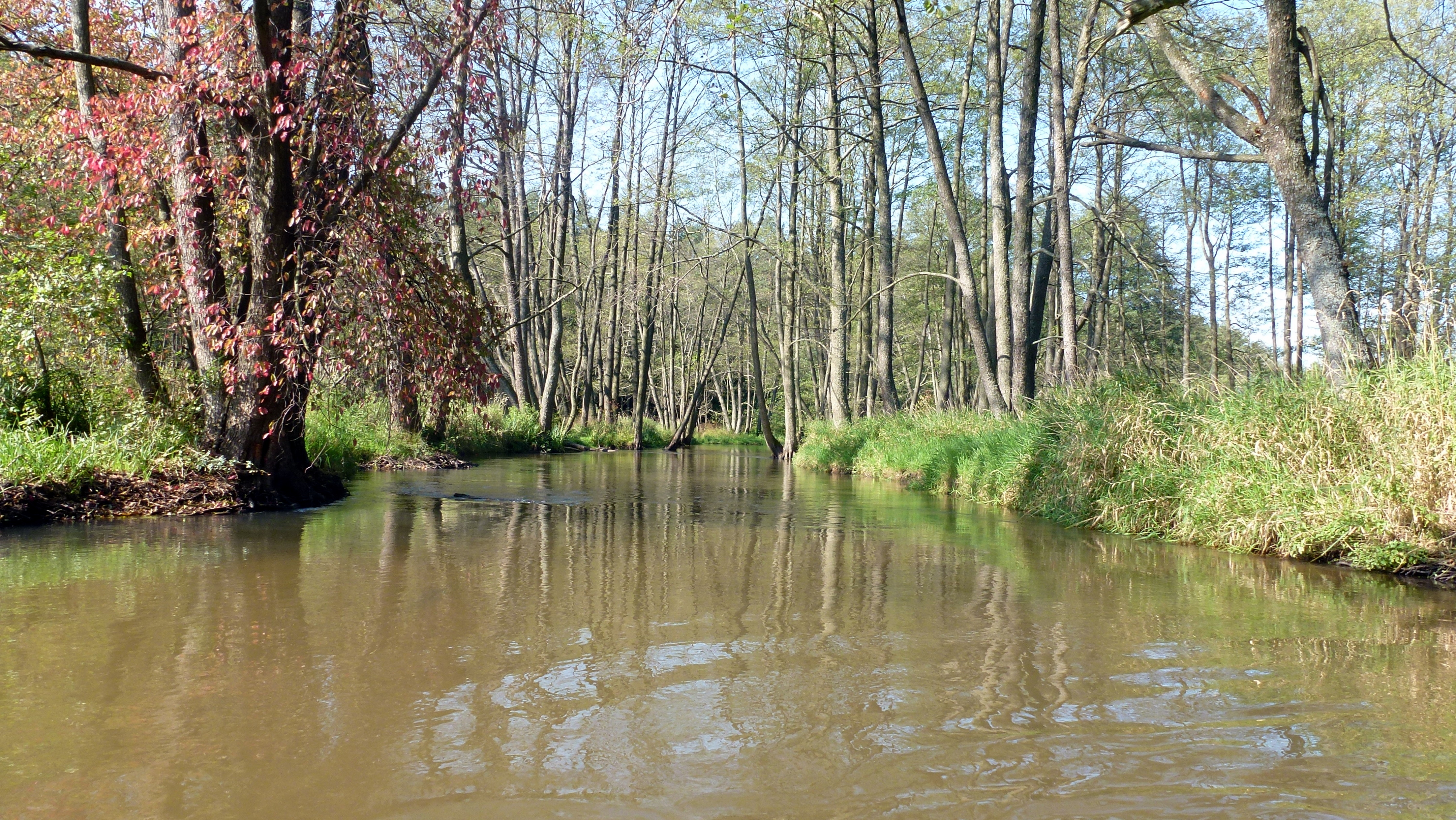
Rzeka Wieprz przepływająca przez park

Roztoczański Park Narodowy – park narodowy położony w południowo-wschodniej części Polski, na Roztoczu, w województwie lubelskim. Został utworzony 10 maja 1974. Dyrekcja parku ma swoją siedzibę w Pałacu Plenipotenta w Zwierzyńcu. Symbolem parku jest konik polski

## Geografia
Roztoczański Park Narodowy położony jest w południowo-wschodniej części Polski, w województwie lubelskim, obejmując najcenniejsze przyrodniczo obszary Roztocza. Aktualna jego powierzchnia wynosi 8483 ha, z czego lasy zajmują 8102 ha (95,5%). Ochroną ścisłą objęto 1029 ha (12,1%). Otulina parku zajmuje 38 095,87 ha.
Park obejmuje część Roztocza Środkowego, które tworzą głównie skały górnokredowe. W jego strefie krawędziowej występują utwory trzeciorzędowe, a w dolinach piaski czwartorzędowe. Wysokość na terenie parku wynosi najwyżej 350 m n.p.m.
1 stycznia 1990 część Roztoczańskiego Parku Narodowego (24 ha) włączono do Zwierzyńca, w związku z otrzymaniem przez niego statusu miasta.

## Historia powstania
Początki ochrony przyrody na Roztoczu sięgają XVI wieku, gdy na obszarze należącym wówczas do ordynacji założonej przez kanclerza Jana Zamoyskiego, utworzono zwierzyniec. Teren zwierzyńca otoczono parkanem o długości ok. 30 km, a obejmował on obszar obecnego obszaru ochrony ścisłej Bukowa Góra oraz część obwodu Florianka. W zwierzyńcu Zamojskich znajdowały się jelenie, rysie i dziki, wilki, żbiki i tarpany. Zlikwidowano go pod koniec XVIII lub na początku XIX wieku – zwierzęta zostały wypuszczone bądź oddane okolicznym mieszkańcom.
Duże walory przyrodnicze Roztocza spowodowały, że tym obszarem zainteresowali się liczni badacze. Dzięki ich staraniom od I połowy XX wieku zaczęto tworzyć rezerwaty leśne i florystyczne. Pierwszym z nich był utworzony w 1936 rezerwat przyrody Bukowa Góra. Do 1974 pod ochroną znajdowało się 11 rezerwatów leśnych i florystycznych o łącznej powierzchni 1263 ha. W 1974 powołano park narodowy, powstały na obszarze Lasów Państwowych, Nadleśnictw Kosobudy i Zwierzyniec, obejmujący początkowo 4801 ha.

## Konik polski
W Roztoczańskim Parku Narodowym istnieje hodowla koników polskich wokół stawów Echo i na Białej Górze. Zainicjował ją w 1982 prof. Mirosław Kownacki. Koniki mogą biegać po specjalnym wyznaczonym terenie przeznaczonym na ten cel, który ma obecnie powierzchnię 180 ha. Zwierzęta żyją tam bez ingerencji człowieka, dokarmiane są tylko w czasie zimy.

## Flora
Najbardziej zalesiony park narodowy w Polsce, grunty leśne pokrywają 95,5% powierzchni parku. Roztocze to obszar graniczny gromadnego występowania ważnych gatunków drzew lasów zachodnioeuropejskich – jodły, buku, jaworu, lipy szerokolistnej, świerku i cisu. W parku wyróżniono około 20 zespołów leśnych, z których do najważniejszych należą wyżynny jodłowy bór mieszany (nieco mniej niż ⅓ powierzchni parku) i żyzna buczyna karpacka. Często występuje także zespół acidofilnej buczyny niżowej, pokrywa wraz z dwoma wymienionymi zespołami około 45% powierzchni parku.
Na najżyźniejszych glebach parku rosną grądy, które prócz buków tworzą dęby, graby, wiązy i klony zwyczajne i jawory oraz lipy. W północnej części parku, na ciepłych glebach wapiennych, występują świetliste dąbrowy z domieszką sosen i grabów. W pokrytych lasem dolinach o piaszczystym podłożu, w różnej odległości od rzeki Wieprz, obecne są różne typy borów sosnowych i mieszanych. Na terenach silnie nawodnionych występują łęgi, olsy i torfowiska wysokie, na których zachowały się relikty glacjalne i subarktyczne, jak brzoza niska, zimoziół północny i turzyca strunowa. Wśród flory parku występują rośliny typowe dla południowo-wschodniej Polski reprezentują m.in. zawilec wielkokwiatowy, pluskwica europejska, miodunka miękkowłosa, driakiew żółta. W wyniku wpływów klimatu atlantyckiego rosną tu również rosiczka pośrednia, przygiełka brunatna i sit sztywny. Roślinność górską reprezentują tojad dzióbaty, żywiec gruczołowaty, czosnek siatkowaty, lepiężnik biały, paprotnik Brauna i protnica sudecka. Flora naczyniowa parku to około 750 gatunków, podstawę stanowią gatunki nizinne. Do roślin chronionych, występujących w Roztoczańskim Parku Narodowym, należy obuwik pospolity.

## Fauna
Szczególnie bogate w gatunki są w parku ślimaki, krocionogi, pajęczaki i owady. Występują rzadcy przedstawiciele szarańczaków, mrówek, pluskwiaków oraz chrząszczy (w parku ponad 2000 gatunków) z rodziny biegaczowatych i kózkowatych. Wśród gadów występuje żółw błotny i padalec zwyczajny w odmianie turkusowej. Z płazów natomiast występują tu traszki zwyczajne i grzebieniaste oraz kilka gatunków ropuch.
Z ponad 190 gatunków ptaków w parku 130 regularnie gniazduje w jego obrębie. Są to m.in. (kolejność niesystematyczna) orlik krzykliwy, trzmielojad, kobuz, muchołówka białoszyja i muchołówka mała, głuszec, jarząbek, bocian czarny, dzięcioł białogrzbiety i dzięcioł zielonosiwy, pliszka górska, a także czyż zwyczajny i gołąb siniak.

## Formy ochrony przyrody
Do pełniejszej ochrony stworzono na terenie parku 5 obszarów ochrony ścisłej:
- obszar ochrony ścisłej Bukowa Góra,
- obszar ochrony ścisłej Czerkies,
- obszar ochrony ścisłej Jarugi,
- obszar ochrony ścisłej Międzyrzeki,
- obszar ochrony ścisłej Nart.

## Ośrodki dydaktyczne i muzealne
W ramach Roztoczańskiego Parku Narodowego funkcjonują dwa obiekty, w których prowadzona jest działalność edukacyjna i popularyzatorska:
- Ośrodek Edukacyjno-Muzealny w Zwierzyńcu,
- Izba Leśna we Floriance.